# Carlos Sansores Pérez
Carlos Sansores Pérez (Champotón, Campeche; 25 de septiembre de 1918 - 21 de diciembre de 2005), conocido popularmente y en el medio político como "El Negro", fue un político mexicano, miembro del Partido Revolucionario Institucional. Ocupó importantes cargos entre los que están los de diputado federal y senador por su estado, habiendo presidido ambas cámaras. Fue gobernador de Campeche, director del ISSSTE y presidente nacional del PRI.

## Biografía
Carlos Sansores se inició en la política magisterial, desde donde fue escalando posiciones hasta llegar a ser primero senador por su estado y luego gobernador del mismo entre 1967 y 1973. No terminó su periodo porque seis meses antes fue postulado como candidato a diputado federal, llegando a presidir la Cámara de Diputados en la XLIX Legislatura, debido a su cercanía con el entonces presidente Luis Echeverría Álvarez, quien posteriormente lo impulsó para ser designado Presidente Nacional de PRI en 1976 ya bajo el gobierno de José López Portillo. En este cargo era visto como un echeverrista infiltrado en el nuevo gobierno, junto con otros personajes como el secretario de Educación Porfirio Muñoz Ledo o el líder de la Cámara de Diputados Augusto Gómez Villanueva. Todos fueron combatidos por el secretario de Gobernación Jesús Reyes Heroles, lo que le llevó a dejar la presidencia del PRI y pasó a ser director general del Instituto de Seguridad y Servicios Sociales para los Trabajadores del Estado (ISSSTE).
Carlos Sansores ha sido señalado en varias ocasiones como el padrino de un grupo político en la Península de Yucatán, entre los que llegó a destacar el después poderoso gobernador de Yucatán Víctor Cervera Pacheco, y fueron conocidos sus enfrentamientos mientras fue gobernador de Campeche con el entonces gobernador yucateco Carlos Loret de Mola Mediz.
En el Archivo General del Estado de Campeche se conserva un fondo fotográfico relativo a las actividades de Carlos Sansores como gobernador.
Su hija Layda Sansores Sanromán ganó las elecciones del 1 de julio del 2021, convirtiéndose en la primera gobernadora del Estado de Campeche.

## Cargos públicos y políticos
Desde muy temprana edad ocupó cargos políticos y públicos, destacando:
- 1935.- Presidente de la sociedad de alumnos del Instituto Campechano.
- 1940.- Secretario de la Policía Judicial.
- 1941.- Secretario de Juzgado de Primera Instancia.
- 1942.- Secretario de Juzgado Segundo del Primer Distrito Judicial.
- 1942-1943.- Síndico de Asuntos Judiciales del Ayuntamiento de Campeche.
- 1943-1944.- Jefe de la Policía Judicial.
- 1946.- Secretario de Acción Burocrática de la Federación Estatal de Organizaciones Populares de Campeche, miembro fundador del PRI y secretario general del Frente Popular Electoral Pro-Miguel Alemán.
- 1946-1949.- Diputado al Congreso de la Unión por el Estado de Campeche.
- 1949-1955.- Secretario general de Gobierno del Estado de Campeche.
- 1955-1958.- Diputado al Congreso de la Unión por el Estado de Campeche.
- 1961-1964.- Diputado al Congreso de la Unión por el Estado de Campeche.
- 1964-1967.- Senador de la República por el Estado de Campeche.
- 1965.- Delegado del PRI en Chihuahua.
- 1966.- Secretario Auxiliar del Comité Ejecutivo Nacional del PRI.
- 1967.- Delegado del PRI en Guerrero.
- 1967-1973.- Gobernador del Estado de Campeche.
- 1973-1976.- Diputado al Congreso de la Unión por el Distrito Federal.
- 1973-1974.- Subsecretario General del CEN del PRI
- 1976-1979.- Presidente del CEN del PRI
- 1979-1982.- Director general del ISSSTE.